# Fontenoy-la-Joûte
Fontenoy-la-Joûte és un municipi francès situat al departament de Meurthe i Mosel·la i a la regió del Gran Est. L'any 2007 tenia 304 habitants.

## Demografia

### Població
El 2007 la població de fet de Fontenoy-la-Joûte era de 304 persones. Hi havia 114 famílies, de les quals 20 eren unipersonals (16 homes vivint sols i 4 dones vivint soles), 41 parelles sense fills, 49 parelles amb fills i 4 famílies monoparentals amb fills.
La població ha evolucionat segons el següent gràfic:
Habitants censats

### Habitatges
El 2007 hi havia 129 habitatges, 113 eren l'habitatge principal de la família, 13 eren segones residències i 2 estaven desocupats. 125 eren cases i 4 eren apartaments. Dels 113 habitatges principals, 98 estaven ocupats pels seus propietaris, 12 estaven llogats i ocupats pels llogaters i 3 estaven cedits a títol gratuït; 2 tenien dues cambres, 8 en tenien tres, 32 en tenien quatre i 72 en tenien cinc o més. 100 habitatges disposaven pel capbaix d'una plaça de pàrquing. A 48 habitatges hi havia un automòbil i a 52 n'hi havia dos o més.

### Piràmide de població
La piràmide de població per edats i sexe el 2009 era:
| Homes | Edats   | Dones |
| ----- | ------- | ----- |
| 0     | 95 o +  | 0     |
| 0     | 90 a 94 | 0     |
| 0     | 85 a 89 | 0     |
| 4     | 80 a 84 | 4     |
| 8     | 75 a 79 | 8     |
| 12    | 70 a 74 | 8     |
| 4     | 65 a 69 | 0     |
| 8     | 60 a 64 | 12    |
| 4     | 55 a 59 | 16    |
| 16    | 50 a 54 | 4     |
| 4     | 45 a 49 | 8     |
| 32    | 40 a 44 | 16    |
| 0     | 35 a 39 | 20    |
| 4     | 30 a 34 | 8     |
| 0     | 25 a 29 | 0     |
| 0     | 20 a 24 | 4     |
| 12    | 15 a 19 | 20    |
| 28    | 10 a 14 | 16    |
| 4     | 5 a 9   | 8     |
| 0     | 0 a 4   | 0     |

## Economia
El 2007 la població en edat de treballar era de 203 persones, 148 eren actives i 55 eren inactives. De les 148 persones actives 133 estaven ocupades (71 homes i 62 dones) i 14 estaven aturades (6 homes i 8 dones). De les 55 persones inactives 12 estaven jubilades, 25 estaven estudiant i 18 estaven classificades com a «altres inactius».

### Ingressos
El 2009 a Fontenoy-la-Joûte hi havia 121 unitats fiscals que integraven 295 persones, la mediana anual d'ingressos fiscals per persona era de 15.557 €.

### Activitats econòmiques
Dels 22 establiments que hi havia el 2007, 3 eren d'empreses de construcció, 13 d'empreses de comerç i reparació d'automòbils, 1 d'una empresa de transport, 1 d'una empresa d'hostatgeria i restauració, 3 d'empreses de serveis i 1 d'una empresa classificada com a «altres activitats de serveis».
Dels 3 establiments de servei als particulars que hi havia el 2009, 1 era un paleta, 1 electricista i 1 restaurant.
Els 3 establiments comercials que hi havia el 2009 eren llibreries.
L'any 2000 a Fontenoy-la-Joûte hi havia 7 explotacions agrícoles.

## Equipaments sanitaris i escolars
El 2009 hi havia una escola elemental integrada dins d'un grup escolar amb les comunes properes formant una escola dispersa.

## Poblacions més properes
El següent diagrama mostra les poblacions més properes.

## Vila del llibre
Des de l'any 1996 Fontenoy-la-Joûte és una vila del llibre. Hi ha una vintena de "bouquineries" (llibreries). És el pare Serge Bonnet qui està a l'origen d'aquesta manifestació en aquesta vila.

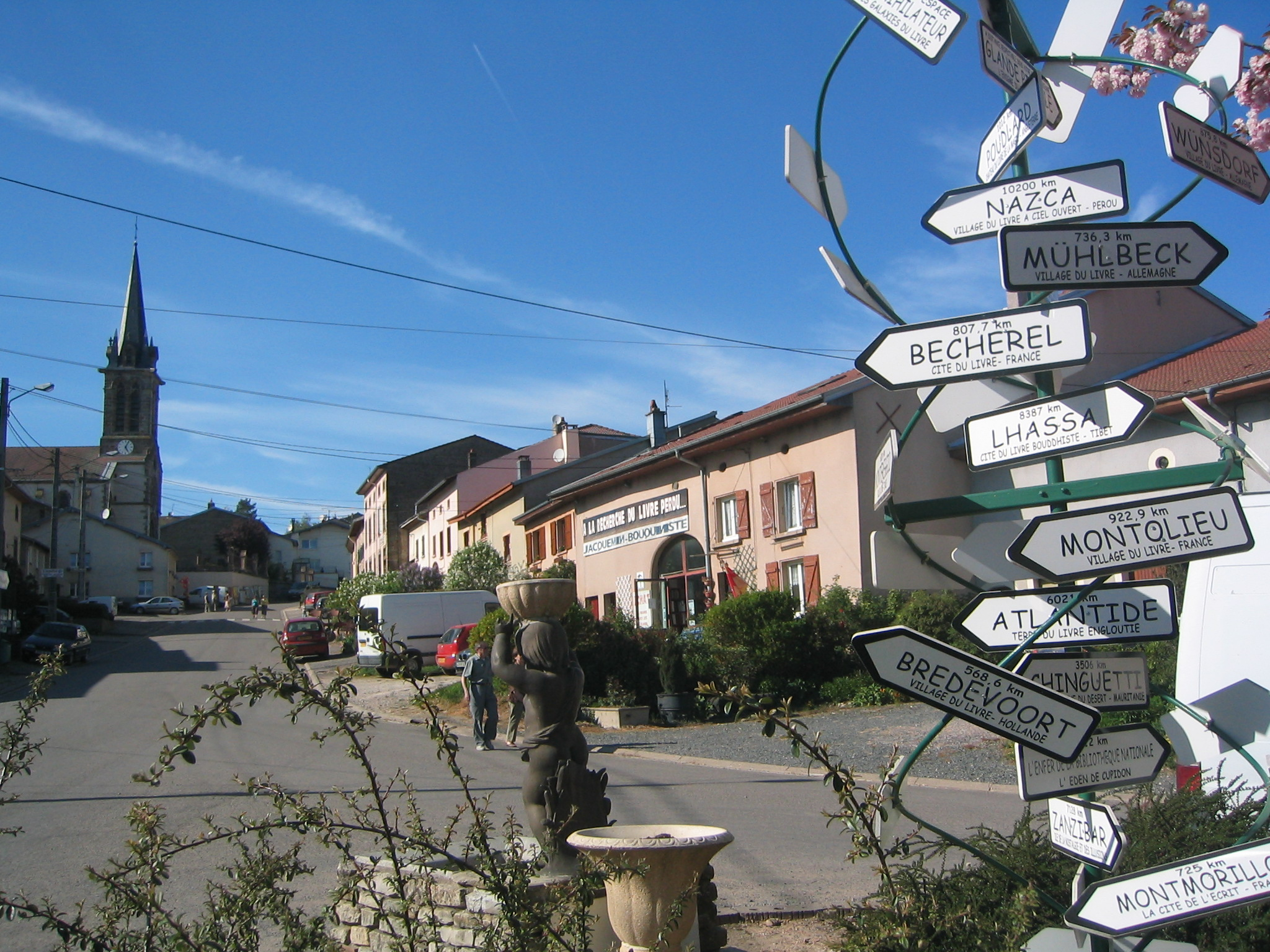
Llibres en el punt de mira.
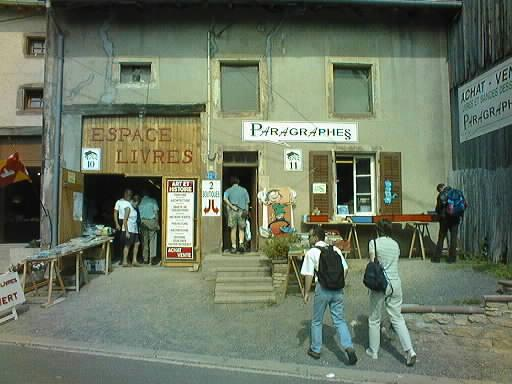
Casa transformada en botiga de llibres d'ocasió.